# Ganterie Agnelle
Agnelle est une ganterie française de luxe fondée en 1937 par Joseph Pourrichou, à Saint-Junien (Haute-Vienne). Le siège social de l'entreprise se trouve à Paris, mais l'usine de fabrication est toujours localisée à Saint-Junien, ville de tradition gantière. L'entreprise bénéficie du label Entreprise du patrimoine vivant.

## Histoire

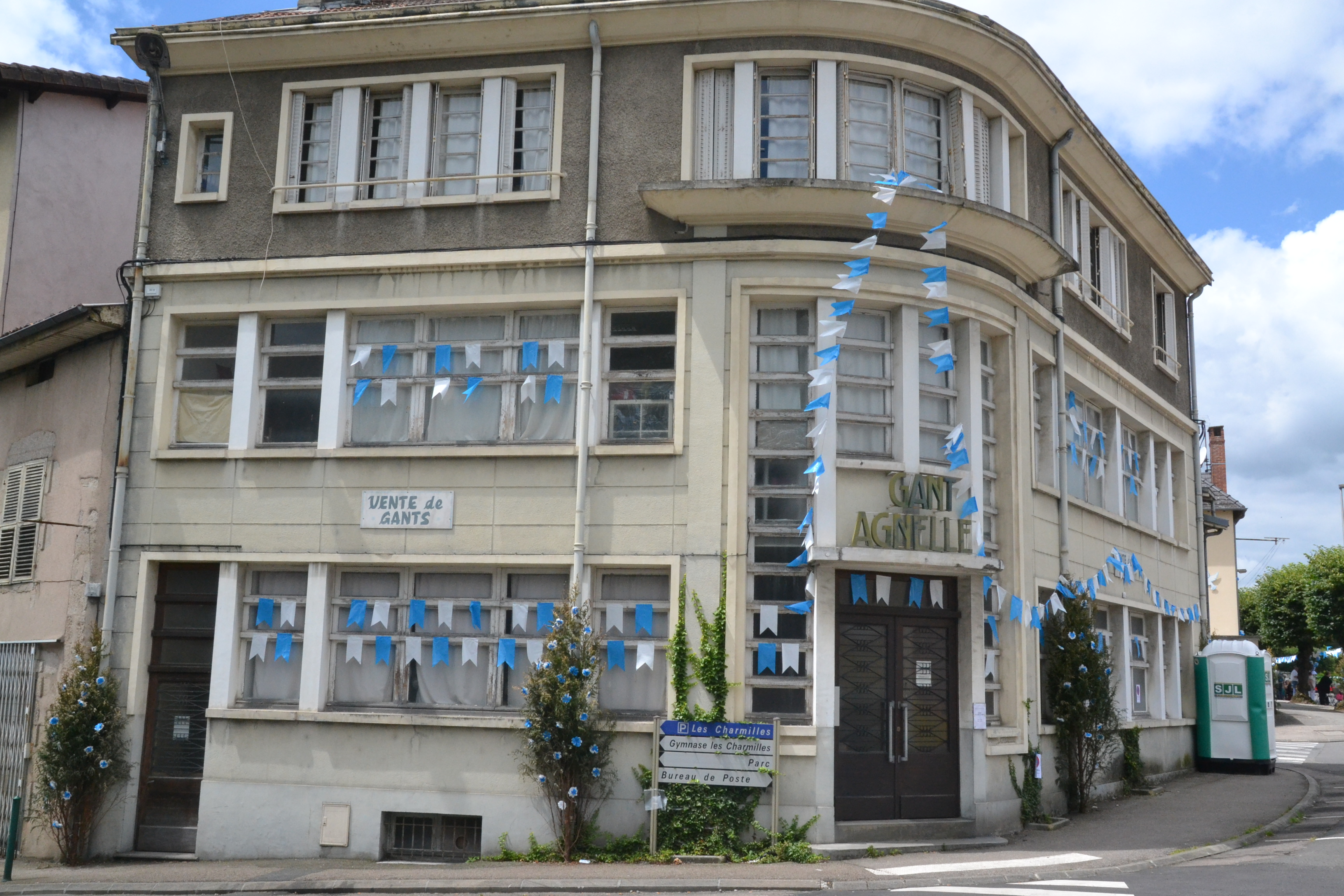
Le siège de la ganterie, boulevard de la République à Saint-Junien.

La ganterie Agnelle est fondée en 1937 par Joseph Pourrichou, papetier. La gestion de l'entreprise est ensuite assurée par la belle-fille du fondateur, Marie-Louise Pourrichou, qui reste en place jusqu'à sa disparition, en 1965. Agnelle travaille en sous-traitance pour des entreprises américaines ou la chaîne Dames de France. Josy Le Royer, fille de Marie-Louise Pourrichou, prend la direction de l'entreprise et engage un travail de modernisation se traduisant par la montée en gamme des produits, qui, en 1970, prend la forme d'une première collaboration avec Christian Dior Couture. D'autres partenariats de ce type suivent ensuite (Yves Saint Laurent, Lanvin, Longchamp, Calvin Klein, Cacharel, Christian Lacroix, Jean-Charles de Castelbajac, Louis-Gabriel Nouchi, Koché...)[source secondaire souhaitée].
En 1986, Sophie Grégoire, fille de Josy Le Royer, prend la tête d'Agnelle. En 1988, elle ouvre un atelier aux Philippines, dont le personnel est formé à Saint-Junien. En 1999, l'entreprise est vendue à Well Lamont, leader américain de la ganterie, mais en 2001 Sophie Grégoire rachète l'entreprise[source secondaire souhaitée].
Le label Entreprise du patrimoine vivant est attribué à la ganterie Agnelle en 2006. L'entreprise retient l'attention de la presse pour la fabrication de quelques pièces médiatiques, comme les gants de Melania Trump et de Madonna,.